# Центральний державний науково-технічний архів України
Центра́льний держа́вний науко́во-техні́чний архі́в Украї́ни (ЦДНТА України) — центральна архівна установа, що виконує завдання і функції держави з управління архівною справою та діловодством, забезпечує облік, збереженість документів Національного архівного фонду загальнодержавного значення свого профілю і використання відомостей, що в них містяться. У фондах архіву представлена науково-технічна документація до об'єктів капітального будівництва і промислових виробів, технологічних процесів, наукових розробок організацій та підприємств провідних галузей національної економіки України. 

## Історія
Відповідно до постанови Ради Міністрів Української РСР від 25 грудня 1969 р. № 683 «Про заходи щодо покращення архівної справи в республіці» у м. Харкові було створено Центральний державний архів науково-технічної документації УРСР (ЦДАНТД УРСР), який став унікальним сховищем науково-технічних документів, що репрезентують історичні етапи розвитку науки і техніки в Україні. Наказом начальника Архівного управління при Раді Міністрів УРСР О. Г. Мітюкова від 18 вересня 1970 р. № 44 було затверджено тимчасове Положення про ЦДАНТД УРСР. Установу було розташовано у будівлі по вулиці Університетській, буд. 4, де раніше розміщувався Центральний державний архів Жовтневої Революції та соціалістичного будівництва УРСР, який було переміщено до Києва (сьогодні – це Центральний державний архів вищих органів влади України).
З 21 липня 1992 року відповідно до Постанови Кабінету Міністрів України № 415 та наказу Головного архівного управління при Кабінеті Міністрів України від 31 липня 1992 р. № 35 назву ЦДАНТД змінено на Центральний державний науково-технічний архів України (ЦДНТА України).
У листопаді 2020 р. ЦДНТА України було переміщено до нової будівлі, яка знаходиться за адресою: вулиця Москалівська, 139.

## Фонди провідних організацій
У фондах ЦДНТА України сконцентровано науково-технічну (проєктну, конструкторську, науково-дослідну, технологічну) документацію, що утворилася в результаті діяльності провідних науково-дослідних, проєктних, конструкторських організацій, розташованих на території України. Більшість із цих проєктів відзначено державними, міжнародними преміями, дипломами.
Документи з історії науки і техніки охоплюють усі основні галузі народного господарства: будівництво, енергетику, металургію, вугільну, газову, нафтову, хімічну промисловість, автомобільне, тракторне, с.-г., важке і середнє машинобудування тощо.
Значну частину матеріалів архіву становить проєктна документація до об'єктів капітального будівництва, паливно-енергетичного комплексу і підприємств важкої індустрії. Розвиток енергетики України відображено у проєктах Каховської, Кременчуцької, Канівської гідроелектростанцій, Запорізької, Курахівської, Миронівської, Придніпровської, Слов'янської державних районних теплових електростанцій. Атомна енергетика представлена у фондах архіву частинами проєктів Курської, Нововоронезької та Південноукраїнської атомних електростанцій.
Проблеми використання водних ресурсів України та охорони довкілля висвітлено в розробках інституту «Укргідропроект ім. С. Жука»: «Проблема великого Дніпра» (1927—1971), водопостачання та каналізація Донбасу, регулювання річок Харкова тощо. В архіві зберігаються 23 проєкти металургійних заводів: «Запоріжсталі», «Криворіжсталі», «Азовсталі», першого в Україні спеціалізованого заводу порошкової металургії в м. Бровари, первістка кольорової металургії — Запорізького титаномагнієвого комбінату.
Трубопровідний транспорт представлений в архіві проєктами газопроводів: Уренгой—Помари—Ужгород, Оренбург — Західний кордон СРСР, Середня Азія — Центр, Дашава — Київ; нафтопроводів: «Дружба», Анжеро-Судженськ — Красноярськ, Долина — Дрогобич, Красноярськ — Іркутськ, Куйбишев — Лисичанськ, Мангишлак — Поволжя — Україна.
Географія промислових об'єктів, інженерних, архітектурно-будівельних споруд, проєкти яких зберігає ЦДНТА України, не обмежується територією України, охоплюючи 30 країн світу, зокрема: Білорусь, Болгарію, Грузію, Єгипет, Індію, Ірак, Казахстан, Молдову, Польщу, РФ, Угорщину, Узбекистан, Францію та ін.
Третина архівних комплексів містить конструкторсько-технологічну документацію: проєкти паровозів і тепловозів Луганського тепловозобудівного заводу (1931—1957); автомобілів і автобусів Кременчуцького та Львівського автозаводів; морського та річкового водного транспорту; тракторів Харківського тракторного заводу; шахтного устаткування; сільськогосподарської техніки, дорожніх машин, верстатів тощо.
Звіти про науково-дослідні роботи розкривають проблеми становлення української коксохімічної галузі в 1930-х роках; удосконалення й розробки нових технологій виготовлення сплавів, вогнетривів, високочистих речовин, буд. матеріалів, нового промислового устаткування; налагодження роботи й автоматизації керування підприємств.
У звітах про науково-дослідні роботи Інституту чорної металургії, Науково-дослідного гірничорудного інституту, Українського НДІ вогнетривів, Українського НДІ металів, Українського науково-дослідного вуглехімічного інституту, «Харківського ПромбудНДІпроекту» містяться відомості про умови роботи науковців у евакуації (1941—43), підвищені обсяги виробничих програм заводів Сходу СРСР, терміни та хід виконання державних замовлень, штати працівників на підприємствах тощо.

## Фонди особового походження
На зберіганні в ЦДНТА України — 28 фондів особового походження, зокрема, фонди академіка петербурзької Академії мистецтв, дійсного члена Академії архітектури СРСР, архітектора Олексія Бекетова; народного архітектора України Олексія Заварова; академіка української нафтогазової академії, академіка Російської академії гірничих наук О. Істоміна; конструктора і винахідника в галузі будівництва енергетичних об'єктів Я. Кранцфельда; міністра промислової політики України (2002—2004), Героя України Анатолія М'ялиці; астрометриста-картографа професора Б. Остащенка-Кудрявцева; ученого-ботаніка, професора Ю. Прокудіна; ученого в галузі прокатного виробництва, проф. І. Тришевського та ін.

## Виставкова діяльність
Онлайнові виставки архівних документів розміщено у спеціальному розділі на офіційному вебсайті ЦДНТА України. Серед опублікованих у 2025 році виставок документів:
- Піднесення вітчизняної швейної промисловості у контексті діяльності ТДВ «УКРНДІШВЕЙПРОМ» (за документами ЦДНТА України)
- З історії виробництва хімічного волокна в Україні за конструкторсько-технологічною та науково-дослідною документацією АТ «Хімтекстильмаш»,
- "Сторінки історії автомобільної, будівельно-дорожньої та інженерної техніки: еволюція виробництва автошин за архівними документами,
- Історія розвитку електротехніки крізь призму конструкторсько-технологічної документації ЦДНТА України,
- Невідома «Азовсталь». Сторінками історії останнього бастіону Маріуполя,
- Спадщина Харківського національного університету імені В. Н. Каразіна у фондах ЦДНТА України.

## Видавнича діяльність
Архів провадить видавничу діяльність. Серед довідково-інформаційних видань:
- "Архитектурный, научно-производственный город Днепропетровск и Днепропетровская область (города: Днепродзержинск, Кривой Рог, Новомосковск, Никополь, Марганец, Орджоникидзе, Павлоград) в фондах ЦГНТА Украины: проектная, научная документация за период 1934—1983"(2001),
- "Каталог объединенных сведений о документах академика архитектуры А. Н. Бекетова в составе фондов государственных архивов, музеев, учреждений Украины, семейном архиве Бекетовых (1885—1941)" (2002),
- "До історії міста Харкова: промисловість, будівництво, наука" (2004),
- "Харківський університет: історичний екскурс за архівними документами" (2004),
- "Роки війни і відбудови: історичні нариси за документами ЦДНТА України" (2006),
- "Картографічні матеріали у складі звітів про науководослідні роботи (за фондами ЦДНТА України)" (2008),
- "Технічний, загальногосподарський розвиток зарубіжних країн за документами ЦДНТА України: 1911—1992" (2008),
- "ЦЕНТРАЛЬНИЙ ДЕРЖАВНИЙ НАУКОВО-ТЕХНІЧНИЙ АРХІВ УКРАЇНИ. П У Т І В Н И К" (2009),
- "Картографічні матеріали у складі проектної документації ЦДНТА України. Довідник" (2012),
- "Центральний державний науково-технічний архів України: Анотований реєстр описів. Довідник / Друге видання, перероблене" (2019),
- "Академік архітектури О. М. Бекетов. Архів документів (1891–1941)" (2022) (спільно з Харківським національним університетом міського господарства імені О. М. Бекетова).

## Фонди
Документальна база ЦДНТА України на 1 січня 2024 року складає 266 архівних фондів, з них 28 особового походження; 653 874 одиниці зберігання за 1851 - 2018 роки; 1505 описів науково-технічної документації, 38 описів фондів особового походження, 1292 комплекси науково-технічної документації.

## Офіційні ресурси у мережі Інтернет
На вебсайті ЦДНТА України розміщено всі описи в електронному вигляді, електронний пошуковий каталог з онлайновим доступом до довідкових ресурсів архіву; повнотекстову версію путівника.
- Центральний державний науково-технічний архів України: Офіційний вебсайт [Архівовано 31 березня 2024 у Wayback Machine.]
- Офіційна сторінка ЦДНТА України у мережі Facebook [Архівовано 26 травня 2019 у Wayback Machine.]